# Conrad Ier de Mazovie
 (septembre 2021).
Pour les articles homonymes, voir Conrad Ier.
Conrad Ier (en polonais : Konrad I Mazowiecki), né vers 1187/1188 et mort le 31 août 1247, est un prince de la dynastie Piast, fils cadet de Casimir II le Juste et d'Hélène de Znojmo. Il fut duc de Mazovie à partir de 1199 puis princeps de Pologne de 1229 à 1232 et à nouveau de 1241 à 1243.

## Duc de Mazovie et de Cujavie
En 1202, à la mort de Mieszko III le Vieux, Lech le Blanc lui succède sur le trône de Cracovie alors que Conrad, qui sera le meilleur allié de son aîné, devient duc de Mazovie (jusqu'en 1247) et de Cujavie (jusqu'en 1231). Lorsque Roman le Grand, le prince de la Rus' de Halych-Volodymyr, lance une offensive contre la Pologne en 1205, il est arrêté par les armées des deux frères à la bataille de Zawichost.

## Privilèges accordés à l'Église
Le 9 juin 1210, à l'occasion d'un synode tenu à Borzykowa, l'archevêque de Gniezno, Henri Kietlicz fait confirmer par Conrad et les autres ducs polonais les nombreux privilèges obtenus par l'Église à Łęczyca en 1180. Il obtient le privilège d'immunité pour l'Église (elle pourra avoir ses propres tribunaux).

## Invitation aux Teutoniques
En 1216, il fonde l'ordre de Dobrzyń, qui sera reconnu par le pape Grégoire IX en 1228, dont la mission est de protéger la Mazovie des incursions des tribus prussiennes. Pour les remercier, Conrad leur cèdera une partie de la région de Dobrzyń à l'est de la Vistule. Conrad a également pour mission d'agrandir son territoire, provoquant un conflit frontalier majeur dans le pays de Chełmno (Culm) au nord. En 1222, il offrira des propriétés à l'évêque missionnaire Christian de Oliva qui organise les croisades baltes contre les Vieux-Prussiens.
En 1226, dans le but de préserver ses terres d'une invasion des Prussiens, le duc Conrad Ier de Mazovie invite l'ordre des chevaliers teutoniques à venir s'installer sur la frontière de la Pologne. Ceux-ci s'installent autour de Chełmno, sur la basse Vistule. La même année, l'empereur Frédéric II accorde aux Teutoniques des droits souverains et seigneuriaux sur leurs futures conquêtes.
Dès 1231, Conrad encourage les chevaliers teutoniques à pénétrer sur les territoires prussiens. C'est le début de l'extermination des Prussiens et de la création de l'État monastique des chevaliers teutoniques. En 1234, Hermann von Salza, le grand-maître de l'ordre Teutonique présente un document falsifié au pape Grégoire IX faisant état de la donation d'un territoire par Conrad de Mazovie. Celui-ci réalise très vite qu'après avoir invité les Teutoniques sur son territoire, il en a perdu le contrôle.

## Duc de Petite-Pologne
À partir de 1227, à la suite de l'assassinat de son frère, il commence à se battre pour monter sur le trône de Cracovie. En 1229, après avoir fait le siège de Kalisz sans succès, il envahit les régions de Sieradz, Łęczyca et Sandomierz, avant de s'emparer de Cracovie qu'il sera obligé d'abandonner en 1232.
Il s'empare de nouveau du trône en 1241, après la mort d'Henri II le Pieux à Legnica. Il sera chassé définitivement deux ans plus tard par son neveu Boleslas V le Pudique, aidé par la noblesse de Petite-Pologne.
Conrad Ier de Mazovie restera dans l'histoire comme étant responsable de la création d'un véritable État teutonique (future Prusse), qui sera une menace permanente pour la Pologne et la cause de nombreuses guerres avec l'Allemagne.

## Mariage et enfants
Entre 1207 et 1210 Conrad épouse Agafia de Rus, fille de Sviatoslav III Igorevitch (en). Ils eurent 10 enfants :
1. Boleslas Ier de Mazovie (c. 1210 - 17 avril 1248), duc de Mazovie (1247-1248) ;
2. Casimir Ier de Cujavie (né entre 1210 et 1213 ; mort le 14 décembre 1267) Prince de Cujavie (1247-1267) ;
3. Siemowit Ier de Mazovie (c. 1213 - 24 juin 1262), succède à son frère aîné comme Duc de Mazovie (1248-1262) ;
4. Eudoxia (1215-1240), mariée au Comte Dietrich Ier de Brehnie et la Wettin ;
5. Ludmila (née avant 1225) ;
6. Ziemomysł (né entre 1216 et le 4 juillet 1228 ; mort entre le 10 juillet et le 18 septembre 1241) ;
7. Salomea (née entre 1220 et 1225 ; morte après le 30 août 1268), nonne ;
8. Judith (née entre 1222 et 1227 ; morte 4 décembre entre 1257 et 1263), mariée en premières noces à Mieszko II l'Obèse duc d'Opole, en secondes noces à Henri III le Blanc duc de Wrocław ;
9. Dubraka (v. 1230-1265) ;
10. Mieszko (1235-1237).